# جواز ازدواج
جواز ازدواج (به انگلیسی: License to Wed) یک فیلم کمدی، رمانتیک آمریکایی به کارگردانی کن کواپیس است که در سال ۲۰۰۷ منتشر شد.

## خلاصه داستان
«سدی جونز» (مور) و «بن مورفی» (کراسینسکی) دل باختهٔ یک دیگر هستند. در حالی که «بن» پیشنهاد می‌دهد عروسی شان در جزایر کاراییب باشد، «سدی» آرزو دارد که در کلیسای خانوادگی سنت اوگستین ازدواج کند. آن دو برای آمادگی شرکت در مراسم به سراغ کشیشکی به نام «فرانک» (ویلیامز) می‌روند...